# Tilapia mariae
Tilapia mariae är en fiskart som beskrevs av Boulenger, 1899. Tilapia mariae ingår i släktet Tilapia och familjen Cichlidae. IUCN kategoriserar arten globalt som livskraftig. Inga underarter finns listade i Catalogue of Life.